# ロイヤル・ヴィクトリア駅
ロイヤル・ヴィクトリア駅（Royal Victoria Station）は、イースト・ロンドンにあるドックランズ・ライト・レイルウェイ (DLR) の駅である。開業は1994年3月28日、駅名の由来は近くにあるロイヤル・ヴィクトリア・ドックからである。
当駅はDLRのベックトン支線上にあり、トラベルカードゾーンは3に位置している。
2006年12月9日、DLRのカニング・タウン駅とカスタム・ハウス駅間を平行して走っていたノース・ロンドン線がストラトフォード駅からノース・ウーウィッチ駅間を廃止した。DLRのプラットホームの隣を走っていたが、今はノース・ロンドン線のホームはないが、以前この駅の近くを走っていたイースタン・カウンティーズ・アンド・テムズ・ジャンクション鉄道のタイダル・ベースン駅がある。

## 隣の駅
ロンドン交通局
■ドックランズ・ライト・レイルウェイ
カニング・タウン駅 - ロイヤル・ヴィクトリア駅 - カスタム・ハウス駅

## ギャラリー

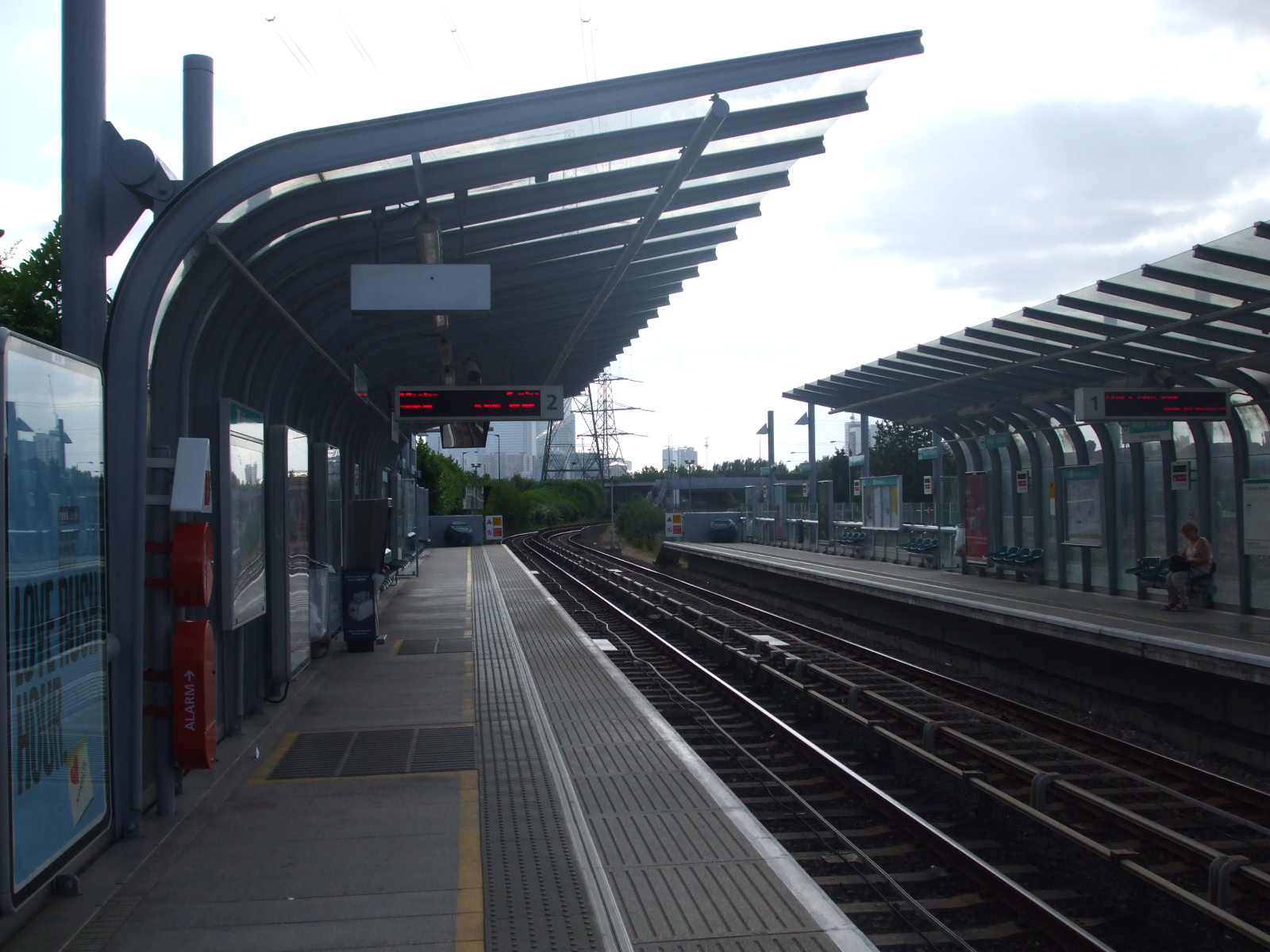
西を見る
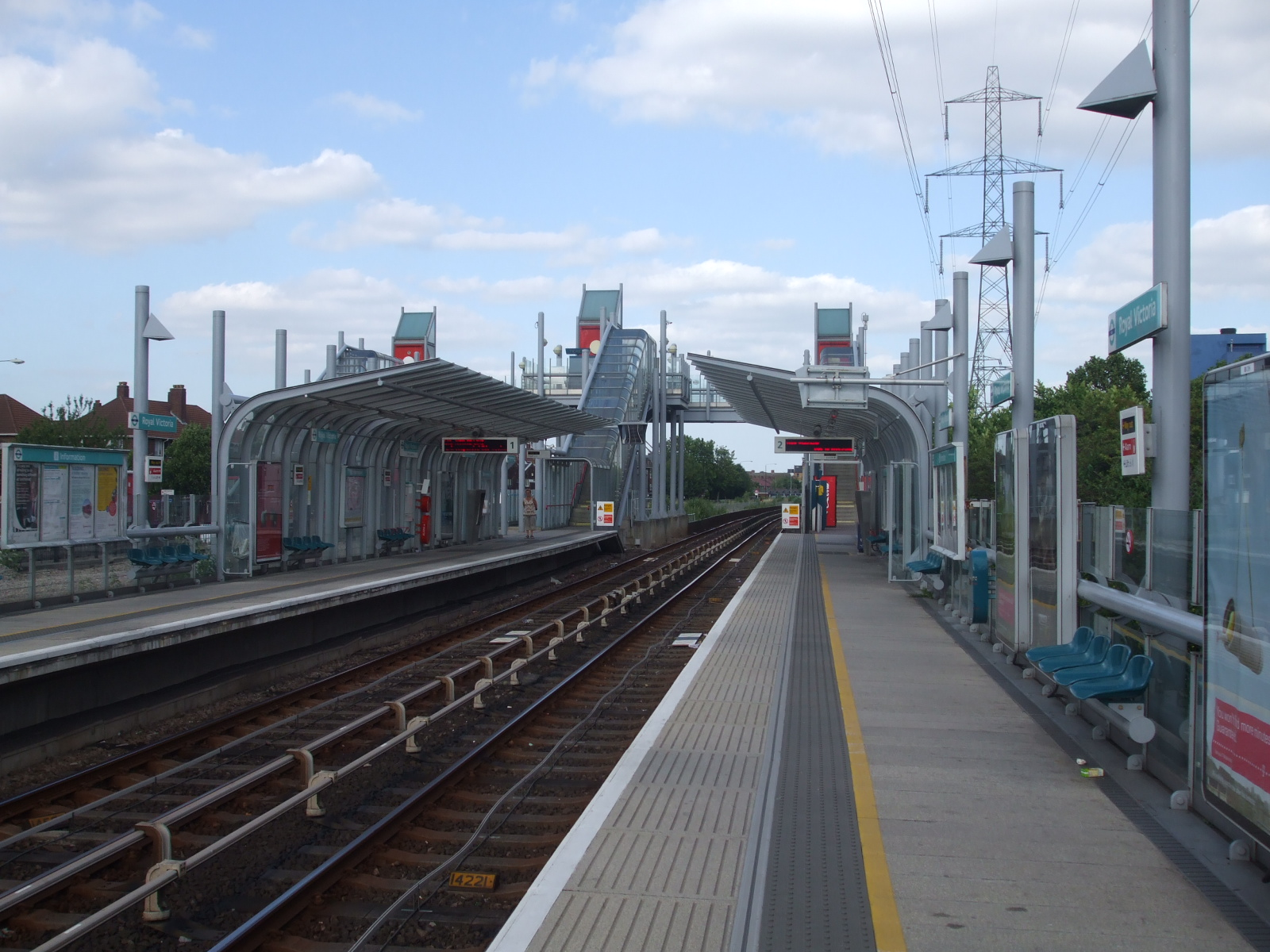
東を見る
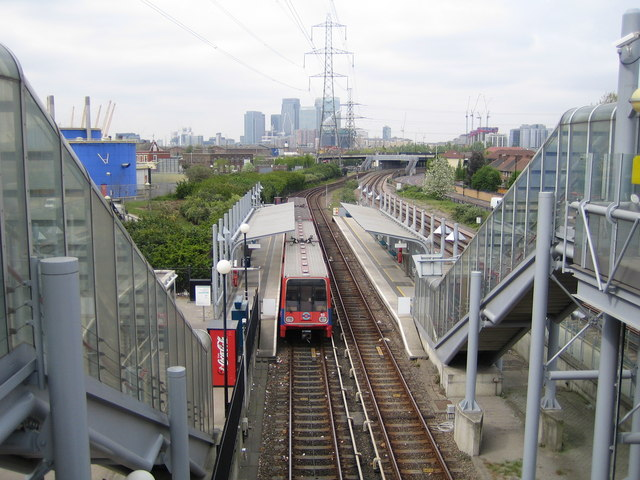
歩道橋から西を眺める
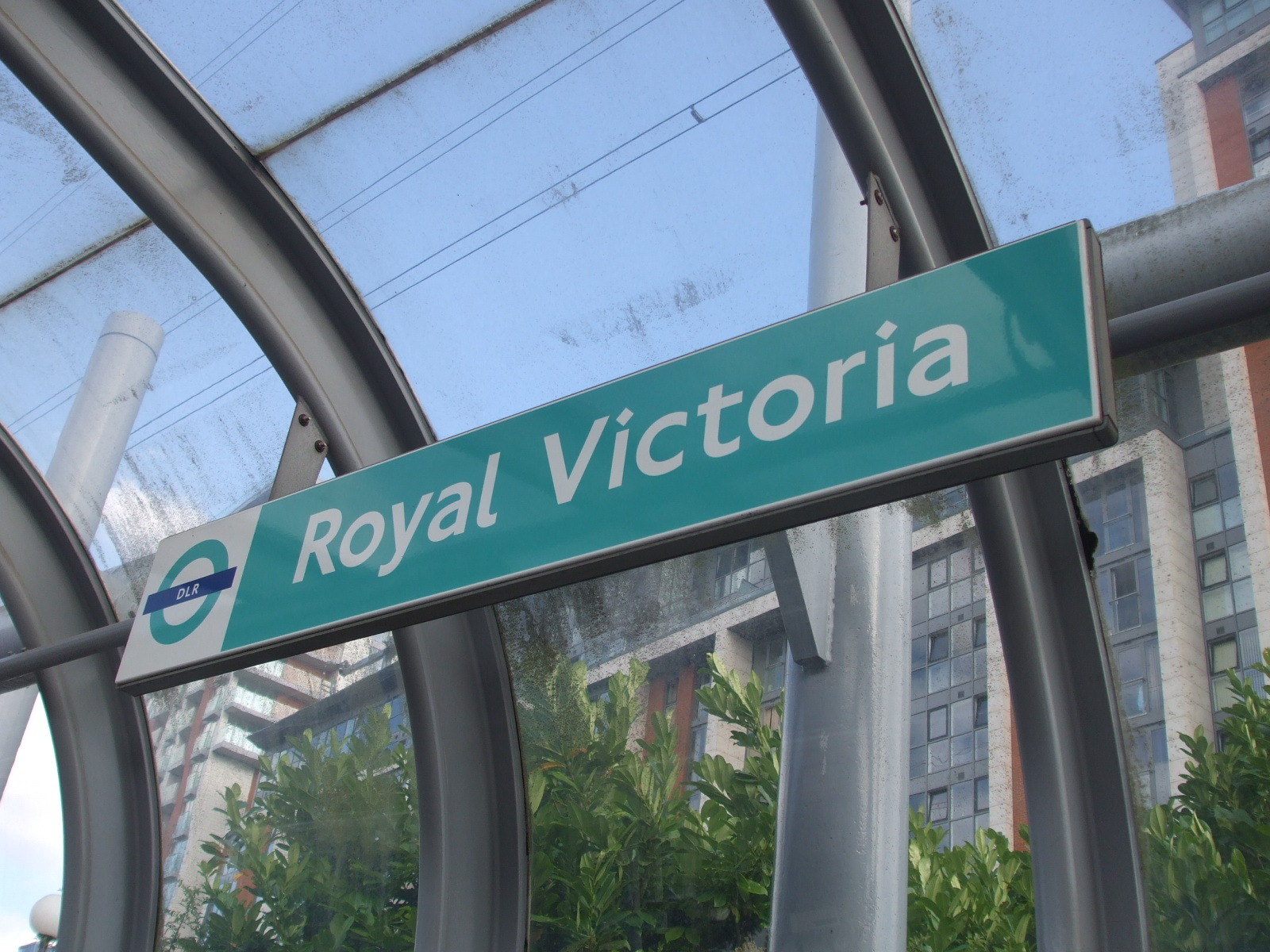
西側のプラットホームにある標識